# Marty McFly
Marty McFly (Martin Seamus "Marty" McFly) is een fictief personage dat voorkomt in Back to the Future-films. Hij wordt gespeeld door de acteur Michael J. Fox in de drie films, Back to the future 1, 2 en 3. Hij is gecreëerd door de producers Robert Zemeckis en Bob Gale.

## Biografie
Marty McFly is geboren in Hill Valley een fictieve plaats in Californië. Zijn ouders, Lorraine en George McFly hebben drie kinderen: Dave, Linda en Martin. Zijn familie is van Ierse afkomst. Hij heeft ook een oom Joey, die in 1985 een gevangenisstraf heeft gekregen. Marty speelt gitaar in een groep met de naam The Pinheads. Naast verdienstelijk gitaar spelen, laat hij in de film zien dat hij ook uitstekend kan skateboarden en pistool schieten. Dat laatste heeft geleerd door de game Wild Gunman heel veel te spelen. Marty speelt in de drie films de protagonist. Hoewel niet in de film kent Marty Dr. Emmet "Doc" Brown sinds zijn veertiende. Doc was een uitvinder en omdat Marty benieuwd was wat hij deed, was Marty zijn lab binnengelopen. Omdat Doc het leuk vond dat Marty zich in zijn uitvindingen interesseerde,raakten ze bevriend. Marty heeft een vriendin die Jennifer Parker heet. Hij is maar weinig thuis, omdat hij liever met Doc, Jennifer of met de jongens van zijn band uitgaat.

## Aliassen
In de films worden ook veel aliassen gebruikt voor Marty. Zoals Lorraine dat denkt dat Marty zijn echte naam Calvin Klein is omdat hij vaak een Calvin Klein onderbroek draagt. In de derde film gebruikt Marty ook de alias "Clint Eastwood" wanneer iemand zijn naam vroeg.

## Films
- Back to the Future (Robert Zemeckis, 1985)
- Back to the Future Part II (Robert Zemeckis, 1989)
- Back to the Future Part III (Robert Zemeckis, 1990)

## Geanimeerde serie
- Back to the Future: The Animated Series (Bob Gale, 1991-1992)

## Boekadaptaties
- Back to the Future (George Gipe, 1985)
- Back to the Future Part II (Craig Shaw Gardner, 1989)
- Back to the Future Part III (Craig Shaw Gardner, 1990)